# Сауд ибн Сакр аль-Касими
Шейх Сауд ибн Сакр ибн Мохаммед аль-Касими (араб. الشيخ سعود بن صقر القاسمي‎) (род. 10 февраля 1956 года) — эмир Рас-эль-Хаймы и член Высшего союзного совета Объединённых Арабских Эмиратов с 27 октября 2010 года. Сын эмира Сакра II аль-Касими.

## Биография
Шейх Сауд является четвёртым сыном эмира Сакра II аль-Касими. Начальное и среднее образование он получил дома, в Рас-Аль-Хайме, а в 17 лет был зачислен на экономический факультет Американского университета Бейрута. Позднее получил степень бакалавра в области политологии и экономики в Университете штата Мичиган (США). Получив образование, принц Сауд в 1979 году был назначен главой Суда Эмира, а в 2003 году был объявлен наследным принцем эмирата Рас-эль-Хайма вместо своего старшего брата Халида, бывшего наследником с 1958 года. До 2010 года, когда принц Сауд наследовал своему отцу, он занимал должности председателя Общественного совета и главы Совета эмирата по образованию, а также руководил несколькими компаниями (Julphar, керамический завод Рас-эль-Хаймы, Торговый центр Аль Манал). В 2010 году шейх Сауд получил звание почетного доктора Университета Болтон — Рас-эль-Хайма.

## Приход к власти
После того как 27 октября 2010 года скончался эмир Сакр ибн Мухаммад аль-Касими, его четвёртый сын Сауд, объявленный наследником престола ещё в 2003 году, встал во главе эмирата в качестве нового монарха. Однако против этого открыто выступил его старший брат шейх Халид ибн Сакр аль-Касими, бывший наследник престола, который разместил в сети интернет видеообращение к подданным, в котором провозгласил эмиром себя. В ответ на это дворец принца Халида был окружён правительственными войсками, у важнейших объектов эмирата были выставлены военные патрули. Высший союзный совет ОАЭ и другие Федеральные органы власти ОАЭ признали эмиром и поддержали наследного принца Сауда.

## Меценатство
На личные средства Сауд ибн Сакр аль-Касими в 2000 году в г. Майкопе была построена Соборная Мечеть, в память о том что мать шейха являлась черкешенкой.